# Пірникоза сивоголова
Пірникоза сивоголова (Poliocephalus poliocephalus) — вид водних птахів родини пірникозових (Podicipedidae).

## Поширення
Вид поширений в Австралії. Трапляється майже на всій території, за винятком деяких центральних посушливих регіонів. Залітних птахів спостерігали в Новій Зеландії. Живе на прісних і солоних озерах, лиманах, річках з повільною течією, болотах з відкритою поверхнею.

## Опис
Тіло завдовжки 29-31 см. Вага до 250 г. Верхня частина тіла темно-сіра з білими смугами. Нижня частина тіла та шия білі. Між шиєю та головою є чорне кільце. Очі коричневі. Дзьоб чорний.

## Спосіб життя
Трапляється на відкритих водоймах: озерах, лиманах, річках з повільною течією. Живиться водними комахами. Сезон розмноження триває з серпня по січень. Гніздо облаштовує на острівці з очерету, який будує на мілководді. Гніздиться великими колоніями. У кладці 2-5 яєць. Насиджують кладку обидва батьки по черзі.